# Větřní
Větřní (en allemand : Wettern) est une commune du district de Český Krumlov, dans la région de Bohême-du-Sud, en République tchèque. Sa population s'élevait à 3 821 habitants en 2024.

## Géographie
Větřní se trouve sur la rive gauche de la Vltava, à 5 km au sud-ouest de Český Krumlov et à 146 km au sud de Prague.

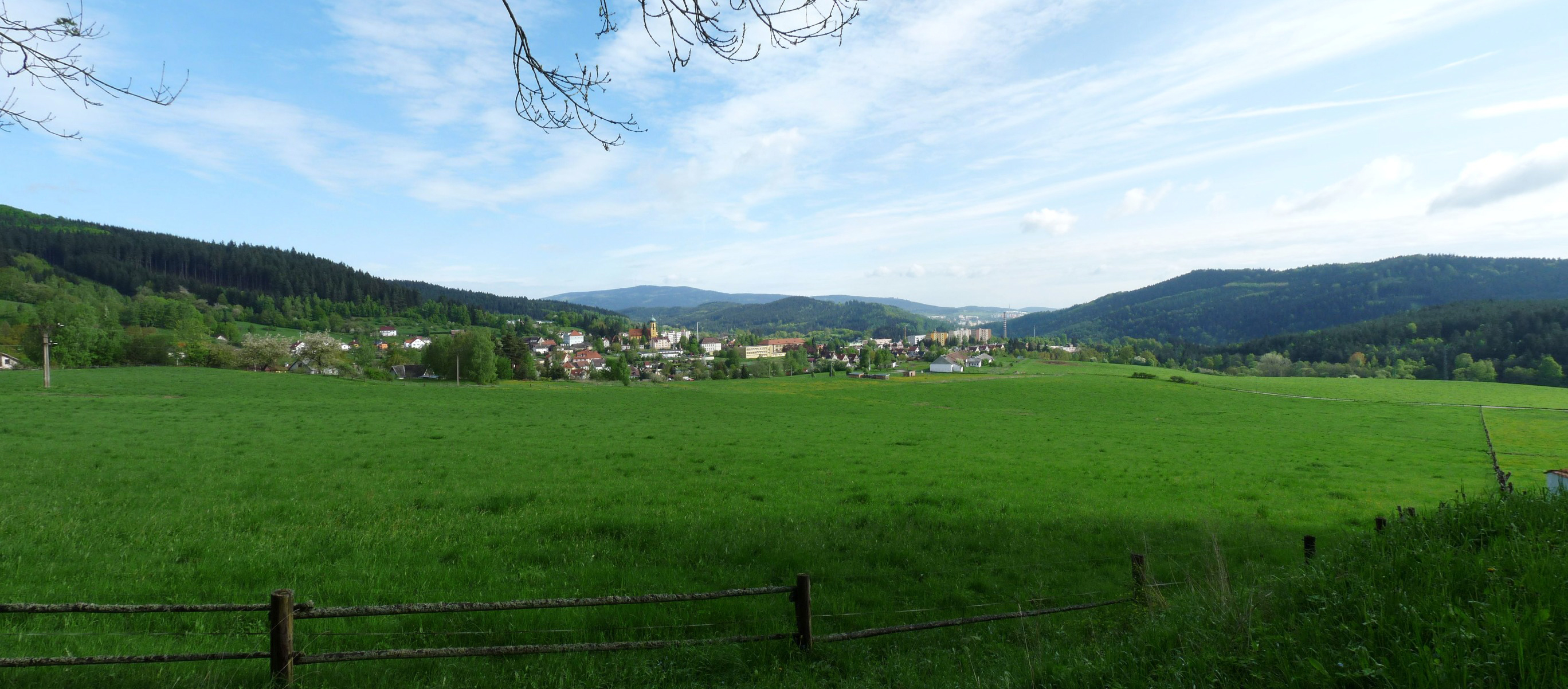
Větřní vu du sud.

La commune est limitée par Český Krumlov au nord, par le cours de la Vltava et la commune de Přídolí à l'est, par Rožmitál na Šumavě au sud-est, par Malšín au sud et par Bohdalovice à l'ouest.

## Histoire
La première mention écrite de la localité remonte à 1347.

## Administration
La commune se compose de huit sections :
- Dobrné
- Hašlovice
- Lužná
- Nahořany
- Němče
- Větřní
- Zátoň
- Zátoňské Dvory

## Galerie

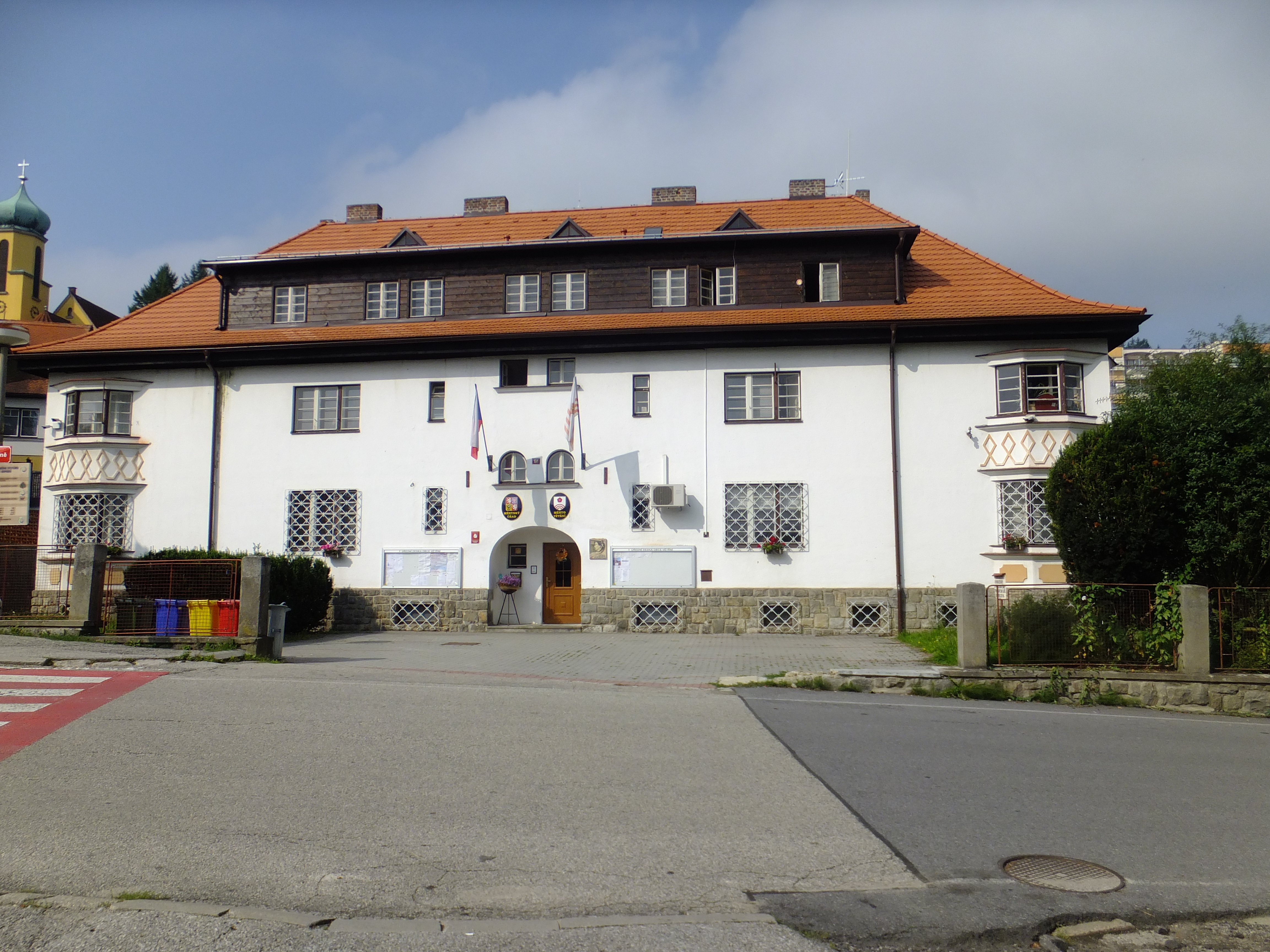
Hôtel de ville.
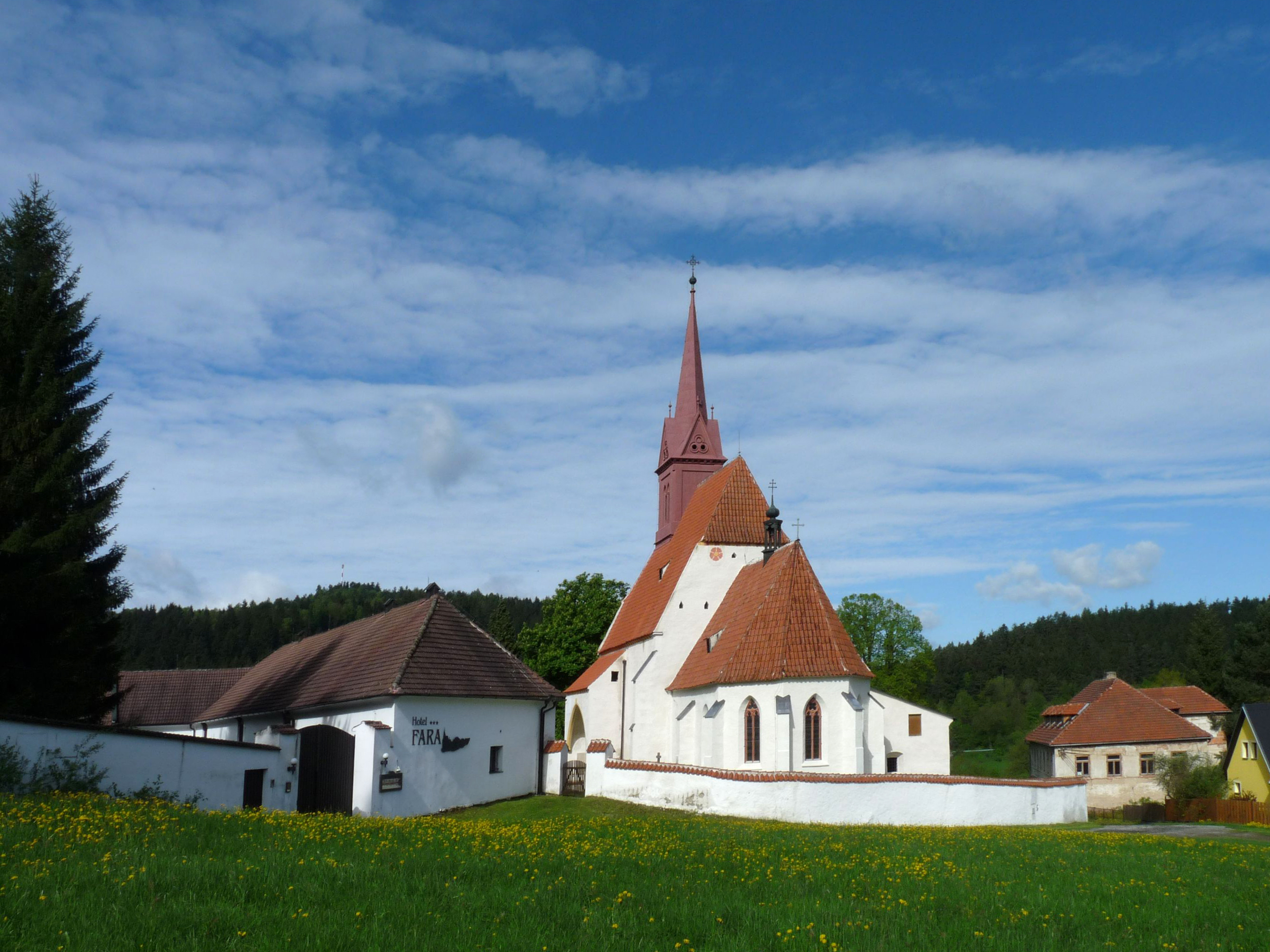
Église Saint-Jean-Baptiste à Zátoň.

## Économie
- Papeterie JIP, dont l'origine remonte à la seconde moitié de XIXe siècle[7]